# 1988 UA
1988 UA är en asteroid i huvudbältet som upptäcktes den 16 oktober 1988 av de båda japanska astronomerna Seiji Ueda och Hiroshi Kaneda i Kushiro.
Asteroiden har en diameter på ungefär 4 kilometer.